# 10467 Peterbus
10467 Peterbus è un asteroide della fascia principale. Scoperto nel 1981, presenta un'orbita caratterizzata da un semiasse maggiore pari a 2,6902921 UA e da un'eccentricità di 0,1517850, inclinata di 5,69365° rispetto all'eclittica.